# Romanisation de l'EFEO
Le système de l'École française d'Extrême-Orient (EFEO), conçu par Séraphin Couvreur en 1902, est un système de transcription phonétique du chinois, qui fut la romanisation des langues chinoises la plus utilisée dans l'aire linguistique française jusqu'au milieu du XXe siècle, avant d'être peu à peu remplacée par le hanyu pinyin.
Ce système de romanisation a été adopté par le ministère des Affaires étrangères français et l'École française d'Extrême-Orient, avec de légères variantes, d'après le système conçu en 1901 par Arnold Vissière (1858-1930).

## Rudiments
La transcription de l'EFEO n'empruntait pas à la phonétique du mandarin standard actuel (pinyin : pǔtōnghuà). Elle reflète plutôt une norme supra-régionale des dialectes mandarins, ainsi qu'un état phonétique plus ancien (comme le Latinxua Sinwenz et l'ancienne version du Wade-Giles). Par exemple, des mots contenant le phonème pǔtōnghuà /ʨ/ (aujourd'hui transcrit ‹ j › en pīnyīn) y ont été transcrits soit ts soit k, comme pour le mot « fleuve » : le fleuve Bleu (chinois simplifié : 扬子江) est retranscrit « Yángzǐ Jiāng » pinyin, et « Yang Tsé Kiang » en EFEO.

## Prononciation

### Voyelles
Les premiers diagrammes connus de voyelles chinoises ont été publiés en 1920 par le linguiste Yi Tso-lin. Le tableau suivant liste les voyelles en mandarin : dans chaque case, en haut en gras son écriture en pinyin, au milieu sa prononciation de référence en API, et en bas en italique la transcription EFEO.
| Point d'articulation→ | Antérieures | Antérieures | Quasi-antérieures | Quasi-antérieures | Centrales    | Centrales        | Centrales | Quasi-postérieures | Quasi-postérieures | Postérieures | Postérieures |
| Aperture↓             | non arr.    | arr.        | non arr.          | arr.              | non arr.     |                  | arr.      | non arr.           | arr.               | non arr.     | arr.         |
| Fermées               | i [i] i     | ü / u [y] u |                   |                   | i [ɨ] e / eu |                  |           |                    |                    |              | u [u] ou     |
| Pré-fermées           |             |             |                   |                   |              |                  |           |                    | o [ʊ] o / ou       |              |              |
| Mi-fermées            | e [e] e     |             |                   |                   |              |                  |           |                    |                    | e [ɤ] ö / é  | o [o] o      |
| Moyennes              |             |             |                   |                   |              | e [ə] e / o      |           |                    |                    |              |              |
| Mi-ouvertes           | a / ê [ɛ] e |             |                   |                   |              |                  |           |                    |                    |              | o [ɔ] o      |
| Pré-ouvertes          |             |             |                   |                   |              | a / e [ɐ] eu / e |           |                    |                    |              |              |
| Ouvertes              | a [a] a     |             |                   |                   |              |                  |           |                    |                    | a [ɑ] a      |              |

#### Tons
Le mandarin est une langue tonale à quatre tons (ou 聲調 shēngdiào). Ceux-ci sont représentés en pinyin par des accents, également appelés diacritiques. Lorsqu'on ne dispose pas des caractères accentués, on peut utiliser des chiffres écrits après les syllabes. Le 0 indiquant l'absence de ton.
La transcription EFEO omet les tons. Il en résulte un certain degré d'ambiguïté quant aux mots représentés. Le contexte devient alors très important pour bien comprendre le mot.
Cette table donne les caractères Unicode correspondant aux lettres accentuées utilisées en pinyin.

Les tons.

| Ton                                  | Chiffre | Accent | API   | Voyelle | Voyelle | Voyelle | Voyelle | Voyelle | Voyelle |
| ------------------------------------ | ------- | ------ | ----- | ------- | ------- | ------- | ------- | ------- | ------- |
| Neutre                               | 0       |        |       | a       | e       | i       | o       | u       | ü       |
| Haut et plat                         | 1       | Macron | [˥]   | ā       | ē       | ī       | ō       | ū       | ǖ       |
| Haut montant                         | 2       | Aigu   | [˧˥]  | á       | é       | í       | ó       | ú       | ǘ       |
| Descendant légèrement puis remontant | 3       | Caron  | [˨˩˦] | ǎ       | ě       | ǐ       | ǒ       | ǔ       | ǚ       |
| Descendant et bref                   | 4       | Grave  | [˥˩]  | à       | è       | ì       | ò       | ù       | ǜ       |

### Consonnes et semi-voyelles
Le tableau suivant liste les consonnes employées en mandarin : dans chaque case, en haut en gras son écriture en pinyin, au milieu sa prononciation de référence en API, et en bas en italique la transcription EFEO.
| Consonne          | Bilabiale | Bilabiale | Bilabiale | Labio- dental | Alvéolaire | Alvéolaire | Alvéolaire  | Rétroflexe      | Rétroflexe        | Alvéolo- palatale | Alvéolo- palatale | Palatale        | Vélaire | Vélaire       | Vélaire   | Labio- vélaire   | Labio- palatale | Glottal |
| Consonne          | Sourde    | Voisée    | Aspirée   | Sourde        | Sourde     | Voisée     | Aspirée     | Sourde          | Aspirée           | Sourde            | Aspirée           | Voisée          | Sourde  | Voisée        | Aspirée   | Voisée           | Voisée          | Sourde  |
| ----------------- | --------- | --------- | --------- | ------------- | ---------- | ---------- | ----------- | --------------- | ----------------- | ----------------- | ----------------- | --------------- | ------- | ------------- | --------- | ---------------- | --------------- | ------- |
| Nasale            |           | m [m] m   |           |               |            | n [n] n    |             |                 |                   |                   |                   |                 |         | ng / ŋ [ŋ] ng |           |                  |                 |         |
| Occlusive         | b [p] p   |           | p [pʰ] p' |               | d [t] t    |            | t [tʰ] t'   |                 |                   |                   |                   |                 | g [k] k |               | k [kʰ] k' |                  |                 | [ʔ]     |
| Affriquée         |           |           |           |               | z [ts] ts  |            | c [tsʰ] ts' | zh / ẑ [tʂ] tch | ch / ĉ [tʂʰ] tch' | j [tɕ] ts / k     | q [tɕʰ] ts' / k'  |                 |         |               |           |                  |                 |         |
| Fricative         |           |           |           | f [f] f       | s [s] s    |            |             | sh / ŝ [ʂ] ch   | r [ʐ] j           | x [ɕ] s / h       |                   |                 | h [x] h |               |           |                  |                 |         |
| Spirante          |           |           |           |               |            |            |             |                 | r [ɻ] j           |                   |                   | y / i [j] y / i |         |               |           | w / u [w] w / ou | y / ü [ɥ] y / i |         |
| Spirante latérale |           |           |           |               |            | l [l] l    |             |                 |                   |                   |                   |                 |         |               |           |                  |                 |         |

Notes
1. ↑  Les cases colorées correspondent aux consonnes servant d'attaques.
2. 1 2  [n] et [ŋ] : consonnes nasales servant de coda.
3. ↑  [ʔ] : anciennement le mandarin, comme d'autres langues chinoises aujourd'hui encore, employait un sixième ton appelé ton d'entrée. Celui-ci se caractérisait par une prononciation brève et vive. Il peut se marquer dans la langue contemporaine par un coup de glotte.
4. 1 2  [ʐ] et [ɻ] : allophones du même caractère r.
5. 1 2 3  [j], [w] et [ɥ] : semi-voyelles servant de médiane.

### Prononciation chinoise de l'alphabet
L'ordre alphabétique dit levantin a été adopté par le système pinyin. Cependant la prononciation des lettres est propre au chinois. Le tableau suivant les liste avec leur équivalent dans l'alphabet phonétique chinois zhuyin, et les transcriptions en API et en pinyin de leur déchiffrement ; la représentation zhuyin est basée sur les habitudes générales d'écriture.
| Lettre | A    | B    | C      | D       | E    | F    | G     | H    | I    | J      | K     | L    | M     |
| ------ | ---- | ---- | ------ | ------- | ---- | ---- | ----- | ---- | ---- | ------ | ----- | ---- | ----- |
| Zhuyin | ㄚ   | ㄅ   | ㄘ     | ㄉ      | ㄜ   | ㄈ   | ㄍ    | ㄏ   | ㄧ   | ㄐ     | ㄎ    | ㄌ   | ㄇ    |
| Pinyin | a    | bê   | cê     | dê      | e    | êf   | gê    | ha   | yi   | jie    | kê    | êl   | êm    |
| API    | [ɑ]  | [pɛ] | [tsʰɛ] | [tɛ]    | [ɤ]  | [ɛf] | [kɛ]  | [xa] | [i]  | [tɕiə] | [kʰɛ] | [ɛl] | [ɛm]  |
| EFEO   | a    | pe   | ts'e   | te      | é    | ef   | ke    | ha   | yi   | tsie   | k'e   | el   | em    |
|        |      |      |        |         |      |      |       |      |      |        |       |      |       |
| Lettre | N    | O    | P      | Q       | R    | S    | T     | U    | V    | W      | X     | Y    | Z     |
| Zhuyin | ㄋ   | ㄛ   | ㄆ     | ㄑ      | ㄦ   | ㄙ   | ㄊ    | ㄨ   | ㄪ   | ㄨ     | ㄒ    | ㄧ   | ㄗ    |
| Pinyin | nê   | o    | pê     | qiu     | ar   | ês   | tê    | wu   | vê   | wa     | xi    | ya   | zê    |
| API    | [nɛ] | [o]  | [pʰɛ]  | [tɕʰiu] | [aʐ] | [ɛs] | [tʰɛ] | [u]  | [vɛ] | [ua]   | [ɕi]  | [ia] | [tsɛ] |
| EFEO   | ne   | o    | p'e    | ts'iou  | aj   | es   | t'e   | ou   | ve   | oua    | si    | ya   | tse   |

Notes
1. 1 2  Les caractères zhuyin ne distinguent pas les semi-voyelles I et Y.
2. 1 2  Les caractères zhuyin ne distinguent pas les semi-voyelles U et W.
3. ↑  Le caractère zhuyin ㄪ et la lettre V s'emploient pour orthographier des mots étrangers ou dans une langues chinoises non hàns.

## Syllabe chinoise
Pour décrire une syllabe chinoise, on distingue son attaque et sa finale.
- L'attaque, également appelée initiale, est une consonne débutant éventuellement la syllabe.
- La finale, également appelée rime, se décompose elle-même en trois parties.
  - La médiane est une semi-voyelle se plaçant éventuellement entre l'attaque et le noyau.
  - Le noyau de la syllabe est une voyelle.
  - La coda est une seconde voyelle ou une consonne nasale, quelquefois un -r, attaché comme un suffixe grammatical, terminant éventuellement la syllabe.

### Attaque
En phonologie, les consonnes débutant une syllabe sont appelés l'attaque ou l'initiale. En mandarin, celle-ci est optionnelle et constituée d'une seule consonne (ou 聲母 shēngmǔ).
Le pinyin mandarin en spécifie 21. Leur ordre conventionnel, dit zhuyin ou bopomofo en en reprenant les premières lettres, suit le mode d'articulation consonantique (on parle alors de classement alphabétique de type indien). Leur liste est la suivante :
| b p m f | d t n l | g k h | j q x | zh ch sh r | z c s |

Cependant, en mandarin contemporain, les initiales des mots prennent d'autres formes que ces 21 consonnes. La langue emploie ainsi des demi-voyelles, des coups de glotte et d'autres consonnes nasales. La phonologie classe celles-ci dans un segment de consonnes dites nulles. Mais le système pinyin ne leur reconnaît pas le statut d'attaques : une syllabe ayant une consonne nulle n'est constituée que d'une finale. Ainsi les lettres w et y ne sont pas des caractères officiels d'attaque en pinyin ; aussi par convention, quand les noyaux i, u, ou ü ne sont pas précédées d'une attaque, on écrit les syllabes respectivement yi, wu, et yu.
Tableau de correspondances des attaques en mandarin, dans l'ordre conventionnel, entre quatre systèmes de transcription :
| Zhuyin | Pinyin | API   | W-G | EFEO     | Explication                                                                                |
| ------ | ------ | ----- | --- | -------- | ------------------------------------------------------------------------------------------ |
| ㄅ     | b      | [p]   | p   | p        | Comme dans papa                                                                            |
| ㄆ     | p      | [pʰ]  | p'  | p'       | Comme dans papa avec une bouffée d'air en plus                                             |
| ㄇ     | m      | [m]   | m   | m        | Comme dans dame                                                                            |
| ㄈ     | f      | [f]   | f   | f        | Comme dans gaffe                                                                           |
| ㄉ     | d      | [t]   | t   | t        | Comme dans patte                                                                           |
| ㄊ     | t      | [tʰ]  | t'  | t'       | Comme dans patte avec une bouffée d'air en plus                                            |
| ㄋ     | n      | [n]   | n   | n        | Comme dans canne                                                                           |
| ㄌ     | l      | [l]   | l   | l        | Comme dans cale                                                                            |
| ㄍ     | g      | [k]   | k   | k        | Comme dans bac                                                                             |
| ㄎ     | k      | [kʰ]  | k'  | k'       | Comme dans bac avec une bouffée d'air en plus                                              |
| ㄏ     | h      | [x]   | h   | h        | Comme dans Juan en espagnol (avec l'arrière de la langue à l'arrière du palais)            |
| ㄐ     | j      | [t͡ɕ]  | ch  | ts / k   | Comme t, ss et ill prononcés en même temps (avec l'avant de la langue à l'avant du palais) |
| ㄑ     | q      | [t͡ɕʰ] | ch' | ts' / k' | Comme t, ss et ill prononcés en même temps et avec une bouffée d'air en plus               |
| ㄒ     | x      | [ɕ]   | hs  | s / h    | Comme ss et ill prononcés en même temps (avec l'avant de la langue à l'avant du palais)    |
| ㄓ     | zh / ẑ | [t͡ʂ]  | ch  | tch      | Comme dans joker en anglais (avec la pointe de la langue retournée contre le palais)       |
| ㄔ     | ch / ĉ | [t͡ʂʰ] | ch' | tch'     | Comme dans joker en anglais et avec une bouffée d'air en plus                              |
| ㄕ     | sh / ŝ | [ʂ]   | sh  | ch       | Comme dans shirt en anglais (avec la pointe de la langue retournée contre le palais)       |
| ㄖ     | r      | [ʐ]   | j   | j        | Comme dans red en anglais (avec la pointe de la langue retournée contre le palais)         |
| ㄗ     | z      | [t͡s]  | ts  | ts       | Comme dans tsar                                                                            |
| ㄘ     | c      | [t͡sʰ] | ts' | ts'      | Comme dans tsar avec une bouffée d'air en plus                                             |
| ㄙ     | s      | [s]   | s   | s        | Comme dans casse                                                                           |

### Finale
En phonologie, la partie principale d'une syllabe chinoise est appelée la finale, ou la rime. Elle suit éventuellement une consonne d'attaque. Elle combine trois composantes optionnelles :
- une médiane constituée d'une semi-voyelle ;
- un noyau constitué de la voyelle centrale ;
- une coda constituée d'une voyelle ou d'une consonne nasale.

#### Médiane
Tableau de correspondances des phonèmes entre quatre systèmes de transcription :
| Zhuyin | Pinyin | API | W-G   | EFEO   | Explication                             |
| ------ | ------ | --- | ----- | ------ | --------------------------------------- |
| ㄧ     | i / y  | [j] | i / y | i / y  | Comme dans fille                        |
| ㄨ     | u / w  | [w] | u / w | ou / w | Comme dans ouate                        |
| ㄩ     | ü / yu | [ɥ] | ü / y | i / y  | Comme dans huile (en français standard) |

Selon que la médiane est précédée d'une attaque ou pas, le phonème peut être transcrit par une voyelle ou une consonne.

#### Noyau
Tableau de correspondances des voyelles (ou 韻母 yùnmǔ) entre quatre systèmes de transcription :
| Zhuyin | Pinyin | API  | W-G   | EFEO  | Explication |
| ------ | ------ | ---- | ----- | ----- | ----------- |
| ㄚ     | a      | [ɑ]  | a     | a     |             |
| ㄛ     | o      | [ɔ]  | o     | o     |             |
| ㄜ     | e      | [ɤ]  | o / ê | ö / é |             |
| ㄝ     | ê      | [ɛ]  | eh    | e     |             |
| ㄞ     | ai     | [aɪ] | ai    | ai    |             |
| ㄟ     | ei     | [eɪ] | ei    | ei    |             |
| ㄠ     | ao     | [aʊ] | ao    | ao    |             |
| ㄡ     | ou     | [ɤʊ] | ou    | eou   |             |
| ㄢ     | an     | [an] | an    | an    |             |
| ㄣ     | en     | [ən] | ên    | en    |             |
| ㄤ     | ang    | [ɑŋ] | ang   | ang   |             |
| ㄥ     | eng    | [ɤŋ] | êng   | eng   |             |
| ㄩ     | ü      | [y]  | ü     | iu    |             |
| ㄧ     | i      | [i]  | i     | i     |             |
| ㄨ     | u      | [u]  | u     | ou    |             |
| ㄦ     | er     | [ɐɚ̯] | êrh   | eul   |             |

#### Coda
Tableau de correspondances des phonèmes entre quatre systèmes de transcription :
| Zhuyin  | Pinyin | API | W-G   | EFEO   | Explication                               |
| ------- | ------ | --- | ----- | ------ | ----------------------------------------- |
| ㄧ      | i      | [i] | i     | i      | Comme dans vie                            |
| ㄨ / ㄛ | u / o  | [u] | u / o | ou / o | Comme dans ouate                          |
| ㄣ      | n      | [n] | n     | n      | Comme dans canne                          |
| ㄥ      | ng / ŋ | [ŋ] | ng    | ng     | Comme dans parking (en français standard) |

#### Finales constituées
Le tableau suivant transcrit les finales possibles en mandarin, en fonction des médianes et des coda, les noyaux étant indiqués en caractères gras : dans chaque case, en haut la transcription en pinyin pour une syllabe d'abord sans attaque puis avec attaque, au milieu la prononciation de référence en API, et en bas en italique la transcription EFEO pour une syllabe avec attaque.
| Coda→         | Coda→ | ∅                | ∅               | ∅               | ∅              | ∅                | ∅            | [i]                 | [i]                | [u]                | [u]               | [n]                  | [n]                 | [n]              | [ŋ]                    | [ŋ]                | [ŋ]                    |
| ------------- | ----- | ---------------- | --------------- | --------------- | -------------- | ---------------- | ------------ | ------------------- | ------------------ | ------------------ | ----------------- | -------------------- | ------------------- | ---------------- | ---------------------- | ------------------ | ---------------------- |
| M é d i a n e | ∅     | -i [ɨ] e / eu    | a -a [a] a      | -o [ɔ] o        | e -e [ɤ] ö / é | -ê [ɛ] e         | -er [ɐɚ̯] eul | ai -ai [ai̯] ai      | ei -ei [ei̯] ei     | ao -ao [au̯] ao     | ou -ou [ou̯] eou   | an -an [an] an       | en -en [ən] en      |                  | ang -ang [aŋ] ang      | eng -eng [əŋ] eng  |                        |
| M é d i a n e | [j]   | yi -i [i] i      | ya -ia [ja] ia  |                 |                | ye -ie [je] ie   |              |                     |                    | yao -iao [jau̯] iao | you -iu [jou̯] iou | yan -ian [jɛn] ien   |                     | yin -in [in] in  | yang -iang [jaŋ] iang  | ying -ing [iŋ] ing |                        |
| M é d i a n e | [w]   | wu -u [u] ou     | wa -ua [wa] oua | wo -uo [wo] ouo |                |                  |              | wai -uai [wai̯] ouai | wei -ui [wei̯] ouei |                    |                   | wan -uan [wan] ouan  | wen -uen [wən] ouen |                  | wang -uang [waŋ] ouang | weng [wəŋ] ouong   | -ong [ʊŋ] ong          |
| M é d i a n e | [ɥ]   | yu -ü [y] iu / u |                 |                 |                | yue -üe [ɥe] iue |              |                     |                    |                    |                   | yuan -üan [ɥɐn] iuen |                     | yun -ün [yn] iun |                        |                    | yong -iong [jʊŋ] ioung |

Notes
1. ↑  Consonnes syllabiques.
2. ↑  Les caractères ㄦ, 而, 二, etc. s'écrivent er.
3. ↑  uo s'écrit o après b, p, m et f.
4. 1 2 3 4  ü s'écrit u après j, q et x.

#### Transcription comparée de finales
Tableau de correspondances de quelques finales entre quatre systèmes de transcription :
| Zhuyin | Pinyin    | API   | W-G    | EFEO       | Explication |
| ------ | --------- | ----- | ------ | ---------- | ----------- |
| ㄧㄢ   | ian       | [iɛn] | ien    | ien        |             |
| ㄧㄝ   | ie        | [iɛ]  | ieh    | ie         |             |
| ㄩㄥ   | iong      | [yʊŋ] | iung   | ioung      |             |
| ㄧㄡ   | iu        | [iɤʊ] | iu     | ieou / iou |             |
| ㄨㄛ   | uo / o    | [uo]  | uo / o | ouo        |             |
| ㄨ     | u         | [u]   | u      | ou         |             |
| ㄨㄞ   | uai       | [uaɪ] | uai    | ouai       |             |
| ㄨㄢ   | uan       | [uan] | uan    | ouan       |             |
| ㄨㄟ   | ui        | [ueɪ] | ui     | ouei       |             |
| ㄨㄣ   | un        | [uən] | un     | ouen       |             |
| ㄩ     | ü / u     | [y]   | ü      | u          |             |
| ㄩㄢ   | üan / uan | [yɛn] | üan    | iuen       |             |
| ㄩㄝ   | üe / ue   | [yɛ]  | üeh    | iue        |             |
| ㄩㄣ   | ün / un   | [yn]  | ün     | iun        |             |

Notes